# Томсон, Джордж Деруэнт
Джордж Деруэнт Томсон (англ. George Derwent Thomson; 19.08.1903, Лондон — 03.02.1987, Бирмингем) — британский историк, филолог-классик (эллинист) и ирландский филолог. Эмерит-профессор древнегреческого языка Бирмингемского университета. Член Чехословацкой АН (Прага).
Марксист, член Компартии Великобритании с 1936 года, входил в её Исполком.
Специалист по Эсхилу.

## Биография
Старший из пяти детей Уильяма Генри Томсона. Имел ирландские корни.
С 1922 года обучался классике в Королевском колледже Кембриджа, где был первым в классе с отличием по Изучение античных языков и культуры и затем получил стипендию в Тринити-колледж, Дублин, где провёл 1926 год. Там он работал над своей первой книгой «Greek Lyric Metre», опубликованной в 1929 году.
В 1927—1931 годах член Королевского колледжа Кембриджа, ассистент лектора классики.
С 1931 года лектор и затем профессор греческого в Университетском колледже в Голуэе (Ирландия) (по 1934 год).
В 1934 году вернулся в Англию, где по 1937 год в Королевском колледже Кембриджа читал лекции греческого.
В 1935 году женился и в том же году совершил свою первую поездку в Советскую Россию.
В 1937—1970 гг. профессор греч. языка Бирмингемского университета (сменил Э. Р. Доддса).
В 1951 году стал единственным членом Исполкома Компартии Великобритании, проголосовавшим против программы «Британский путь к социализму», — мотивировав это отсутствием упоминаний о диктатуре пролетариата. В дальнейшем симпатизировал китайской революции и маоизму.
Почётный доктор Университета г. Салоники (1979).
Автор многих работ, переведенных более чем на двадцать языков, книг «Эсхил и Афины» (1941 г.), «Исследования по истории древнегреческого общества» (1949 г.).
Супруга Кэтрин и две дочери, одна из которых, Маргарет Алексиу — гарвардский эмерит-профессор.